# L'Avenir du sous-marin (article)

L'Avenir du sous-marin est un article de Jules Verne paru en juin 1904 dans le Popular Mechanics.

## Historique
Une première version du texte, beaucoup plus brève, est publiée en anglais, en décembre 1902, dans la revue Answers. Il est ensuite repris sous le titre Future of the Submarine. Author of the Nautilus Says Its Use Will Be Confined to War and it Will Bring Peace, by Jules Verne (L'avenir du sous-marin. L'auteur du Nautilus affirme que son utilisation sera limitée à la guerre, mais qu'il apportera la paix, par Jules Verne). Il devait à l'origine être un entretien mais se présente finalement comme un court texte sur le sujet. Piero Gondolo della Riva présume qu'il fut en réalité écrit par Michel Verne mais rien ne vient confirmer cette supposition.

## Description
Le texte fait pendant aux lettres de Jules Verne à son frère Paul Verne sur le sujet, ainsi qu'à un entretien qu'eut Verne avec Charles Dawbarn en février 1895.
Verne explique qu'il n’est pas l'inventeur du sous-marin, expose sa méthode de travail et émet des suppositions sur l'évolution à venir du sous-marin. 

## Publication
Le texte a été édité en français, chez Slatkine, en 1998, dans l'ouvrage de Daniel Compère et Jean-Michel Margot, Entretiens avec Jules Verne.